# Claudine (série littéraire)
Pour l’article homonyme, voir Claudine.
Colette a écrit 
- Claudine à l'école
- Claudine à Paris
- Claudine en ménage
- Claudine s'en va
- La Retraite sentimentale

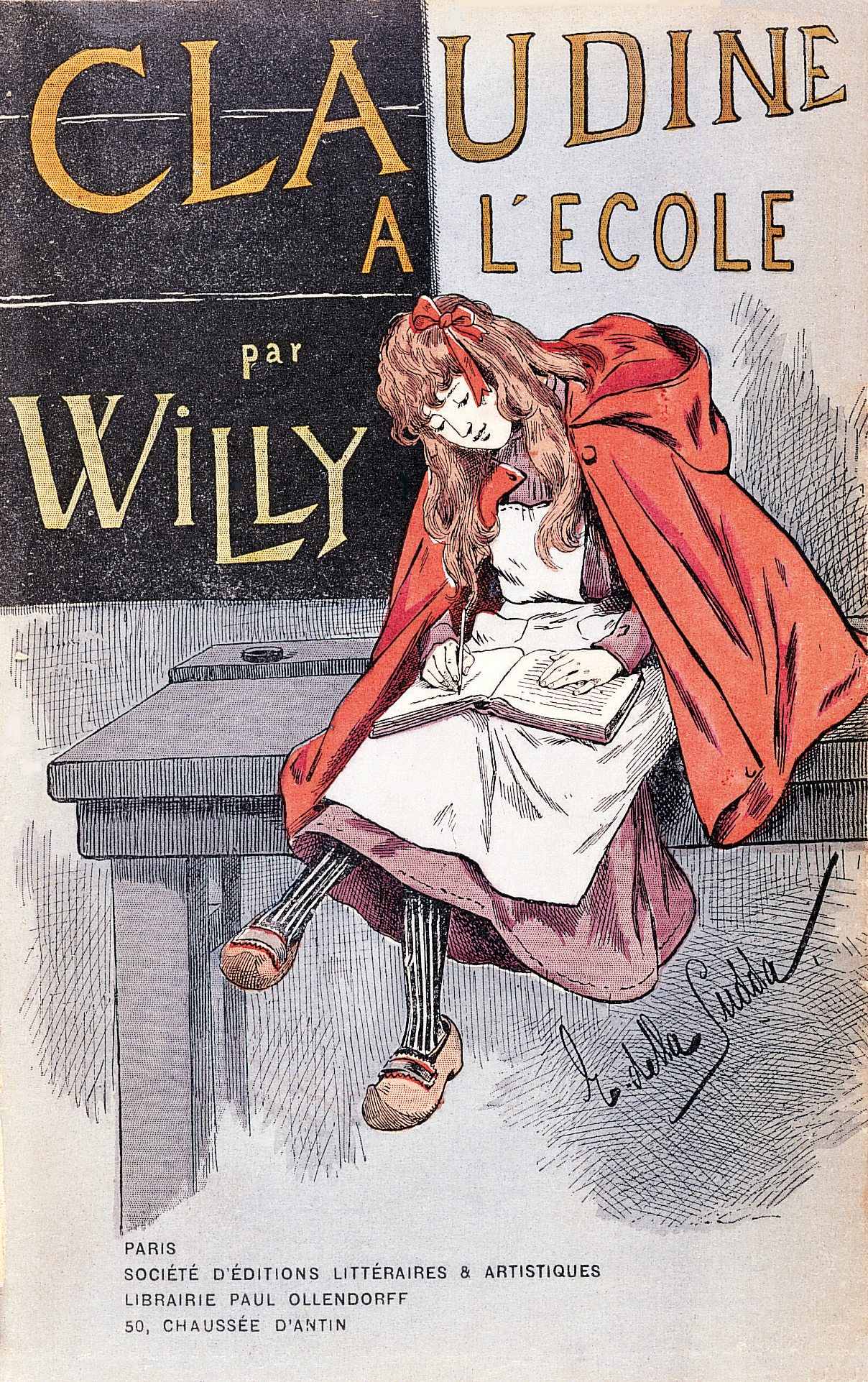
La couverture du premier Claudine.

Adolescente malicieuse qui est laissée libre par son père, l'héroïne grandit au fil des romans. On la retrouve également évoquée dans La Maison de Claudine (même s'il s'agit plus d'un ouvrage autobiographique sur l'enfance de Colette).

## Claudine à l’école
Claudine à l’école est paru en 1900, d’abord sous la signature de Willy (le mari de Colette). Ce roman au nouveau style (pour l’époque) naturel fit un véritable scandale.
Claudine, 15 ans, vit à Montigny avec son père, homme distrait, plus préoccupé par les mollusques que par l’éducation de sa fille. Celle-ci fréquente la petite école du village, cadre principal des aventures décrites dans ce livre, présenté comme le journal intime de la jeune fille. Son quotidien est rythmé par les promenades avec sa sœur de lait Claire, qui lui raconte sa vie amoureuse, les apparitions du docteur Dutertre, le médecin scolaire qui entretient Mlle Sergent et qui lorgne d’un peu trop près les grandes, et les leçons de musique avec Antonin Rabastens qui lui fait la cour. Mais des évènements non moins intéressants viennent l’agrémenter : voilà l’école tout en émoi en raison de l’arrivée de la nouvelle institutrice, Mlle Sergent, et de son assistante Mlle Aimée Lanthenay et des instituteurs des garçons, MM. Duplessis et Rabastens. Alors que Claudine se lie d’amitié avec Mlle Aimée, Mlle Sergent fait comprendre à cette dernière qu’elle ne doit plus voir Claudine, tout en lui accordant de nombreuses faveurs. Claudine, se sentant trahie, mène la vie dure aux deux femmes, dont elle trouve les manifestations d’affection repoussantes, en compagnie de la grande Anaïs et de Marie Belhomme. Arrive Luce, sœur d’Aimée, que Claudine  commence par maltraiter avant de lui accorder son amitié. L’année s’écoule doucement, avec à l’horizon le brevet élémentaire, que les jeunes filles ont à cœur de réussir, et surtout, la fête de fin d’année et le bal qui sera donné en l’honneur d’un ministre qui vient visiter la ville…

## Claudine à Paris
Claudine et son père ont quitté leur village de Montigny pour s’installer à Paris, où la jeune fille se remet d’une maladie qui lui a coûté ses beaux cheveux longs. Lorsque Claudine reprend du poil de la bête, c’est pour relater dans son journal les exploits de sa chatte Fanchette, ses explorations dans la capitale et, surtout, ses nouvelles rencontres. Elle fait ainsi la connaissance de sa tante Cœur, de son neveu Marcel, dont elle se fait rapidement un ami, et du jeune père de ce dernier, Renaud, qui ne la laisse pas indifférente…

## Claudine en ménage
Claudine s'est mariée avec Renaud et tous deux se sont installés ensemble. Ce dernier mène une vie mondaine. Mais l'arrivée d'une jeune femme, Rézi, vient perturber l'équilibre du couple. Attirée par Rézi, Claudine finit par entamer une liaison avec la jeune femme, tandis que Renaud ferme les yeux sur l'adultère.

## Claudine s'en va
Claudine s’efface pour laisser place à une nouvelle héroïne, Annie. Entièrement soumise à son mari, Alain, Annie est bouleversée par le départ de ce dernier, qui l’abandonne aux mains de sa sœur Marthe, femme libre et volontaire. Pourtant, au contact de celle-ci, de Claudine et d’autres femmes de caractère, Annie commence à s’affirmer et à s’interroger sur son mariage et sur celui qui lui dictait jusque-là ses moindres gestes.
A noter que la même histoire, racontée par Maugis, a été publiée par Willy sous le titre "Maugis amoureux" (Albin Michel, 1905)

## La Retraite sentimentale
Claudine habite maintenant chez Annie à Casamène, tandis que Renaud, malade, est en sanatorium. Ce roman fait une sorte de bilan des aventures sentimentales de la série : Annie, qui s'est libérée de son mariage, mène une vie d'aventures sentimentales sans lendemain comme on s'adonnerait à une drogue ; Marthe, Léon et Maugis forment une sorte de ménage à trois plus ou moins apaisé ; Marcel connaît les prémices d'un vieillissement qui va s'avérer difficile ; Claudine apprend à vivre sans Renaud, dans l'amour de la nature, des animaux, et de la solitude.